# Nassarius webbei
Nassarius webbei là một loài ốc biển, là động vật thân mềm chân bụng sống ở biển thuộc họ Nassariidae.